# شب بانوان در حمام
شب بانوان در حمام (انگلیسی: Ladies' Night in a Turkish Bath) یک فیلم کمدی صامت به کارگردانی ادوارد اف کلاین است که در سال ۱۹۲۸ منتشر شد.

## بازیگران
- دوروتی مک‌کیل
- جک مولهال
- سیلویا اشتن
- جیمز فینلیسون
- گوین «بیگ بوی» ویلیامز
- هاروی کلارک
- رید هوز
- فرد کلسی
- اتل ویلز
- فرد تونز